# Rio Jatapu
Rio Jatapu är ett vattendrag i Brasilien.   Det ligger i delstaten Amazonas, i den centrala delen av landet, 1 900 km nordväst om huvudstaden Brasília.
I omgivningarna runt Rio Jatapu växer i huvudsak städsegrön lövskog. Trakten runt Rio Jatapu är nära nog obefolkad, med mindre än två invånare per kvadratkilometer.